# Fra hede til plantage
Fra hede til plantage er en dansk naturfilm fra 1974, der er instrueret af Sv. Lerke-Møller og Leif Ahlmann Olesen.

## Handling
Urfuglehanner danser og hvæser. Heder med sandflugt. Lyngtæppet ændrer sig. Hjejlen er endnu på heden, men forsvinder. Stude som trækdyr. Det var svedjebrug, der skabte lyngheden. Kort over hede ca. 1800 og 1974. Heden er nu afgrænset og indsnævres. På heden ses volverlej, pors, vårkobjælde, enebær, tyttebær og gyvel. Af fugle ses tinksmed, der er i tilbagegang på grund af afvanding, rødben, stork, moseterne, mosehornugle, sølvhejre og stor regnspove.
Læplantning startede ca. 1720, men med dårligt resultat. 1790 plantedes Stendalgårds Plantage, den første vellykkede plantage. Bjergfyr var pioner. Nu hugges den om og afbrændes. Lyng ophjælpes med ild. Råvildt: På Borris Hede var der 50 stk. i 1950. I 1974 er der ca. 1000. Kronvildtet er kommet til Vestjylland på grund af plantagerne (siden 1908). Kronhjortens liv vises, især parringsadfærd med søling og kampe. Hjortenes skader på træer. Andre dyr: Gøg og engpiber, sortmejse, musvåge, hugorm, myrer i tue, gulspurv og skovhornugle.